# Conotrachelus anaglypticus
Conotrachelus anaglypticus (ang. Cambium Curculio) – gatunek chrząszcza z rodziny ryjkowcowatych.

## Zasięg występowania
Występuje na obszarze od wsch. części USA (na płn. po Maine i Montanę) po Amerykę Południową.

## Budowa ciała
W przedniej części pokryw występują charakterystyczne ukośne, pomarańczowe pręgi.

## Biologia i ekologia
Larwy żerują w kambium i korze pierwotnej licznych drzew (w tym owocowych) oraz roślin zielnych jak np. orlik, wspięga wężowata itp. Notowany również w torebkach bawełny.

## Znaczenie gospodarcze
Uznawany za istotnego szkodnika brzoskwiń.